# Heinz-Hermann Hoffhenke
Heinz-Hermann Hoffhenke (* 10. Mai 1940 in Wilhelmshaven) ist ein deutscher Politiker (CDU), und er war Mitglied der Bremischen Bürgerschaft.

## Biografie
Ausbildung und Beruf
Heinz-Hermann Hoffhenke besuchte die Volksschule und machte die Lehre des Schmiedehandwerks. Er war daraufhin als Betriebsschlosser tätig. Von 1959 bis 1967 gehörte er dem Bundesgrenzschutz an, danach war er bis 1992 als Polizeibeamter in Bremen, seitdem ist er Polizeibeamter im Ruhestand. 
Politik
Heinz-Hermann Hoffhenke wurde 1975 Mitglied der CDU. Dort war er Vorsitzender des Stadtbezirksverbands Hemelingen und Vorstandsmitglied des Kreisverbands Bremen-Stadt. Er war Mitglied im Deichamt am rechten Weserufer und Schöffe beim Landgericht und Amtsgericht Bremen. Von 1977 bis 1984 und noch einmal von 1987 bis 1999 gehörte er dem Beirat des Ortsamts Hemelingen an. 
Von 1984 bis 1987 und von 1999 bis 2003 war er Mitglied der 11. Bremischen Bürgerschaft bzw. 15. Bremischen Bürgerschaft und Mitglied verschiedener Deputationen. Er sprach sich für den Erhalt des Arberger Schwimmbades und des Schlossparkbades aus und für den Bau des Hemelinger Tunnels. Seit 2003 ist er wieder Mitglied des Stadtbezirksverbands Hemelingen.